# Béatrice Delfe
« Delfe » redirige ici. Pour l’article homophone, voir DELF.
Béatrice Delfe, née le 23 juin 1946, est une comédienne et directrice artistique française.
Active dans le doublage, elle est la voix française régulière des actrices Susan Sarandon, Diane Keaton et Farrah Fawcett ainsi qu'une voix récurrente de Jessica Lange, Helen Mirren et Carrie Fisher.
Elle est également la voix de Bianca dans le film d'animation Les Aventures de Bernard et Bianca (1977).
Peu présente dans les jeux vidéo, il est tout de même possible d'entendre Béatrice Delfe doubler Mamie Chiffon dans Dishonored (2012), « grand-mère » dans The Witcher 3: Wild Hunt (2015), ou encore, le docteur Amari dans Fallout 4 (2015).
À l'écran, elle fait une apparition en tant que figurante dans le film Les Tontons flingueurs.

## Biographie
Elle est à ce jour, avec Georges Nojaroff, l'un des deux derniers acteurs des Tontons Flingueurs encore en vie,.

## Filmographie

### Actrice

#### Cinéma
- 1962 : C'est pas moi, c'est l'autre, de Jean Boyer : une chasseuse d'autographe qui dit : pour Béatrice (non créditée)
- 1963 : Les Tontons flingueurs : une danseuse (non créditée)
- 1968 : Le Pacha : une auxiliaire de police
- 1969 : Le Paria de Claude Carliez : Gisela, la danseuse

#### Télévision
- 1974 : Au théâtre ce soir : Sincèrement de Michel Duran, mise en scène Christian Alers, réalisation Georges Folgoas, Théâtre Marigny
- 1974 : Au théâtre ce soir : Madame Sans Gêne de Victorien Sardou et Émile Moreau, mise en scène Michel Roux, réalisation Georges Folgoas, Théâtre Marigny

## Théâtre
- 1971 : Il faut que le sycomore coule de Jean-Michel Ribes, mise en scène de l'auteur, Théâtre de Plaisance
- 1975 : Mea Culpa d'Éric Nonn, mise en scène de l'auteur, Théâtre Le Ranelagh
- 1981 : Défense d'en Parler, Compagnie Je Tu Il[3]
- Les Caprices de Marianne de Musset, mise en scène de Gérard Maro, Festival des châteaux d'Auvergne.
- La Double Inconstance de Marivaux, mise en scène de Francis Sourbié, Compiègne.

## Doublage
Les dates inscrites en italique correspondent aux sorties initiales des films pour lesquels Béatrice Delfe a participé aux redoublages ou aux doublages tardifs.

### Cinéma

#### Films
- Susan Sarandon dans :
  - Fame (1980) : Janet Weiss (extrait de The Rocky Horror Picture Show)
  - Tempête (1982) : Aretha
  - Une saison blanche et sèche (1989) : Melanie Bruwer
  - Calendrier meurtrier (1989) : Christine Starkey
  - La Fièvre d'aimer (1990) : Nora Baker
  - Thelma et Louise (1991) : Louise Sawyer
  - Bob Roberts (1992) : Tawna Titan
  - The Player (1992) : Elle-même
  - Lorenzo (1992) : Michaela Odone
  - Light Sleeper (1992) : Ann
  - Le Client (1994) : Reggie Love
  - L'Heure magique (1998) : Catherine Âmes
  - Illuminata (1998) : Celimane
  - Ma mère, moi et ma mère (1999) : Adele August
  - Broadway, 39e rue (1999) : Margherita Sarfatti
  - Joe Gould's Secret (2000) : Alice Neel
  - Igby (2002) : Mimi Slocumb
  - Sex fans des sixties (2003) : Lavinia Kingsley
  - Irrésistible Alfie (2004) : Liz
  - Shall We Dance? (2004) : Beverly Clark
  - Rencontres à Elizabethtown (2005) : Hollie Baylor
  - Mr. Woodcock (2007) : Beverly Farley
  - Dans la vallée d'Elah (2007) : Joan Deerfield
  - Speed Racer (2008) : Maman
  - Solitary Man (2009) : Nancy Kalmen
  - Lovely Bones (2009) : Grand-mère Lynn
  - Pour l'amour de Bennett (2009) : Grace Brewer
  - Peacock (2010) : Fanny Crill
  - Wall Street : L'argent ne dort jamais (2010) : Sylvia Moore
  - Espions en herbe (2010) : Daisy Kincaid
  - Arbitrage (2012) : Ellen Miller
  - Crazy Dad (2012) : Mary McGarricle
  - Cloud Atlas (2012) : Madame Horrox, Ursula âgée, Yusouf Suleiman, l'abbesse
  - Sous surveillance (2012) : Sharon Solarz
  - Robot and Frank (2012) : Jennifer
  - Infiltré (2013) : Joanne Keeghan
  - Tammy (2014) : Pearl
  - About Ray (2015) : Dolly
  - Ma mère et moi (2015) : Marnie Minervini
  - Zoolander 2 (2016) : Elle-même
  - Bad Moms 2 (2017) : Isis, la mère de Carla
  - Ma vie avec John F. Donovan (2018) : Grace Donovan
  - Blackbird (2019) : Lily
  - Jolt (2021) : la femme sans nom
  - Blue Beetle (2023) : Victoria Kord
  - Messagères de guerre (2024) : Eleanor Roosevelt
  - Nonnas (2025)

- Diane Keaton dans :
  - Annie Hall (1977) : Annie Hall
  - Intérieurs (1978) : Renata
  - Manhattan (1979) : Mary
  - Reds (1981) : Louise Bryant
  - L'Usure du temps (1982) : Faith Dunlap
  - La Petite Fille au tambour (1984) : Charlie
  - Mrs. Soffel (1984) : Kate Soffel
  - Crimes du cœur (1986) : Lenny Magrath
  - Baby Boom (1987) : J.C. Wiatt
  - Le Prix de la passion (1988) : Anna
  - Le Parrain 3 (1990) : Kay Adams
  - Meurtre mystérieux à Manhattan (1993) : Carol Lipton
  - Le Père de la mariée 2 (1995) : Nina Banks
  - Le Club des ex (1996) : Annie Paradis
  - Simples Secrets (1996) : Bessie
  - L'Autre Sœur (1999) : Elizabeth Tate
  - Raccroche ! (2000) : Georgia Mozell
  - Potins mondains et Amnésies partielles (2001) : Ellie
  - Tout peut arriver (2003) : Erica Barry
  - Esprit de famille (2005) : Sybil Stone
  - Because I Said So (2007) : Daphne Wilder
  - Morning Glory (2010) : Colleen Peck
  - Freeway et nous (2012) : Beth Winter
  - Un grand mariage (2013) : Ellie Griffin
  - Le Book Club (2018) : Diane
  - Pom-pom Ladies (2019) : Martha
  - Book Club: The Next Chapter (2023) : Diane

- Geraldine Chaplin dans :
  - Les Trois Mousquetaires (1973) : la reine Anne d'Autriche
  - Anna et les Loups (1973) : Anna
  - Buffalo Bill et les Indiens (1976) : Annie Oakley
  - Cría cuervos (1976) : Ana
  - Elisa, mon amour (1979) : Elisa Santamaria
  - Maman a cent ans (1979) : Ana
  - La Veuve Montiel (1980) : Adelaïda
  - Le miroir se brisa (1980) : Ella Zielinsky
  - Le Retour des mousquetaires (1989) : la reine Anne

- Stefania Sandrelli dans :
  - Nous nous sommes tant aimés (1974) : Luciana Zanon
  - 1900 (1975) : Anita Foschi
  - Quelle strane occasioni (1976) : Donatella
  - Où es-tu allé en vacances ? (1978) : Giuliana
  - Le Grand Embouteillage (1979) : Teresa
  - La Désobéissance (1981) : Angela
  - La Clef (1983) : Teresa Rolfe

- Talia Shire dans :
  - Rocky (1976) : Adrian Pennino
  - Rocky 2 (1979) : Adrian Pennino-Balboa
  - Windows (1980) : Emily Hollander
  - Rocky 3 (1982) : Adrian Pennino-Balboa
  - Rocky 4 (1985) : Adrian Pennino-Balboa
  - New York Stories (1989) : Charlotte
  - The Whole Shebang (2001) : Comtesse Bazinni

- Helen Mirren dans :
  - Le Prince de Jutland (1994) : Geruth
  - Fashion Maman (2004) : Dominique
  - Fast and Furious 8 (2017) : Magdalene Shaw
  - Fast and Furious: Hobbs and Shaw (2019) : Magdalene Shaw
  - L'Art du mensonge (2019) : Betty McLeish
  - Fast and Furious 9 (2021) : Magdalene Shaw
  - Fast and Furious 10 (2023) : Magdalene Shaw

- Farrah Fawcett[4] dans :
  - Saturn 3 (1980) : Axel
  - Extremities (1986) : Marjorie Easton
  - Le Maître des lieux (1995) : Sandy Archer
  - Le Prédicateur (1997) : Jessie Dewey
  - Docteur T et les Femmes (2000) : Kate
  - Barbecue Party (2004) : Mrs Cowley
- Laura Antonelli dans :
  - Docteur Popaul (1972) : Martine Dupont
  - Divine Créature (1975) : Manoela Roderighi
  - L'Innocent (1976) : Gulianna Hermil
  - Les Monstresses (1979) : Giovanna, la femme d’affaires / la belle femme en noir
  - Passion d'amour (1981) : Clara

- Carrie Fisher dans :
  - Shampoo (1975) : Lorna Carp
  - À la recherche de Garbo (1984) : Lisa Rolfe
  - Star Wars, épisode VII : Le Réveil de la Force (2015) : la générale Leia Organa
  - Star Wars, épisode VIII : Les Derniers Jedi (2017) : la générale Leia Organa
  - Star Wars, épisode IX : L'Ascension de Skywalker (2019) : la générale Leia Organa

- Anjelica Huston dans :
  - Le Dernier Nabab (1977) : Edna
  - Jardins de pierre (1987) : Samantha Davis
  - À tout jamais (1998) : Baronne Rodmilla de Ghent
  - À bord du Darjeeling Limited (2007) : Sœur Patricia Whitman
  - The French Dispatch (2021) : une narratrice / une membre de l'équipe éditoriale

- Anne Archer dans :
  - La Taverne de l'enfer (1978) : Annie
  - La Guerre des abîmes (1980) : Dana Archibald
  - Liaison fatale (1987) : Beth Gallagher
  - Le Seul Témoin (1990) : Carol Hunnicut
  - Body (1993) : Joanne Braslow

- Barbara Hershey dans :
  - Chute libre (1993) : Elizabeth « Beth » Travino
  - Insidious (2010) : Lorraine Lambert
  - Insidious : Chapitre 2 (2013) : Lorraine Lambert
  - La Neuvième Vie de Louis Drax (2016) : Violet Drax
  - Le Manoir (en) (2021) : Judith
- Jessica Lange dans (4 films) :
  - King Kong (1976) : Dwan
  - Broken Flowers (2005) : Dr Carmen Markowski
  - The Gambler (2014) : Roberta
  - The Great Lillian Hall (en) (2024) : Lillian Hall

- Agostina Belli dans :
  - Holocauste 2000 (1977) : Sara Golan
  - Enquête à l'italienne (1977) : Teresa Colasanti
  - L'Enfant de nuit (1978) : Claudia Lanza
  - La Guérilléra (1982) : Caterina

- Dyan Cannon dans :
  - La Malédiction de la panthère rose (1978) : Simone Legree
  - Le ciel peut attendre (1978) : Julia Farnsworth
  - Piège mortel (1982) : Myra Bruhl
  - Le Nouvel Espion aux pattes de velours (1997) : Mrs. Flint

- Jane Fonda dans :
  - California Hôtel (1978) : Hannah Warren
  - Le Syndrome chinois (1979) : Kimberly Wells
  - Better Living Through Chemistry (2014) : elle-même / la narratrice
  - This Is Where I Leave You (2014) : Hillary Altman

- Lauren Hutton dans :
  - La Grande Zorro : Charlotte Taylor Wilson
  - My Father, ce héros (1994) : Megan
  - Sexe, Striptease et Tequila (1998) : Elaine
  - I Feel Pretty (2022) : Lily LeClaire

- Kathleen Turner dans :
  - Peggy Sue s'est mariée (1986) : Peggy Sue Kolcher-Bodell
  - Un privé en escarpins (1991) : Victoria 'V.I' Warshowski
  - Serial Mother (1994) : Beverly R. Sutphin
  - Marley et moi (2008) : Mme Kornblut

- Jennifer O'Neill dans :
  - Rio Lobo (1970) : Shasta Delaney
  - Un été 42 (1971) : Dorothy
  - Force One (1979) : Mandy Rust

- Krystyna Janda dans :
  - L'Homme de marbre (1977) : Agnieszka
  - Le Chef d'orchestre (1980) : Marta
  - L'Homme de fer (1981) : Agnieszka

- Debra Winger dans :
  - Officier et Gentleman (1982) : Paul Potrifki
  - Les Ombres du cœur (1993) : Joy Gresham
  - Le Virtuose (2014) : Patricia Steel

- Jacqueline Bisset dans :
  - Class (1983) : Ellen
  - Here and Now (2018) : Jeanne
  - Du miel plein la tête (2018) : Vivian

- Blythe Danner dans :
  - Un homme, une femme, un enfant (1983) : Sheila Beckwith
  - What They Had (2018) : Ruth
  - Le Bonheur pour les débutants (2023) : Gigi

- Hanna Schygulla dans :
  - Delta Force (1986) : Ingrid
  - Forever, Lulu (1987) : Elaine
  - Aventure de Catherine C. (1990) : Fanny Hohenstein

- Linda Kozlowski dans :
  - Crocodile Dundee (1986) : Sue Charlton
  - Crocodile Dundee 2 (1988) : Sue Charlton
  - Un ange... ou presque (1990) : Rose Garner

- Jill Ireland dans :
  - De la part des copains (1971) : Moira
  - Cosa Nostra (1972) : Maria Reina Valachi

- Jane Alexander dans :
  - Les flics ne dorment pas la nuit (1972) : Dorothy Fehler
  - Le Dernier Testament (1983) : Carol Wetherly

- Barbara Carrera dans :
  - L'Île du docteur Moreau (1977) : Maria
  - Ma belle-mère est une sorcière (1989) : Priscilla

- Marsha Mason dans :
  - Chapter Two (1979) : Jennie MacLaine
  - Le Maître de guerre (1986) : Agnès

- Sybil Danning dans :
  - Nuit de meurtre (1980)[5] : Monika Childs
  - Cheeseburger film sandwich (1987) : la reine Lara dans Amazon Women on the Moon

- Pamela Reed dans :
  - Le Gang des frères James (1980) : Belle Starr
  - Cadillac Man (1990) : Tina

- Adrienne Barbeau dans :
  - New York 1997 (1981) : Maggie
  - Creepshow (1982) : Wilma « Billie » Northrup

- Kate Capshaw dans :
  - Indiana Jones et le Temple maudit (1984) : Willie Scott
  - Black Rain (1989) : Joyce

- Linda Bassett dans :
  - Fish and Chips (1999) : Ella Khan
  - West Is West (2010) : Ella Khan

- Faye Dunaway dans :
  - Témoin indésirable (1984) : Rachel Argyle
  - Usurpation (2017) : Donna

- Colleen Camp dans :
  - Chewing gum rallye (1976) : la copine de Franco
  - Et tout le monde riait (1981) : Christy Miller

- Meg Foster dans :
  - Carny (1980) : Gerta (Greta, en VF)
  - La Forêt d'émeraude (1985) : Jean Markham

- 1936 : Ils étaient trois : Karen Wright (Merle Oberon)
- 1937 : Rue sans issue : Drina Gordon (Sylvia Sidney)
- 1941 : Billy the Kid le réfractaire : Edith Keating (Mary Howard)
- 1964 : La Charge de la huitième brigade : Laura Frelief (Diane McBain)
- 1967 : T'as le bonjour de Trinita : Petite Rita (Rita Pavone)
- 1967 : Le Retour des anges de l'enfer : Abigail (Jana Taylor)
- 1969 : Sweet Charity : Ursula (Barbara Bouchet)
- 1969 : Viva Max : Paula Whitland (Pamela Tiffin)
- 1969[6] : Un tueur nommé Luke : Cossella (Monica Miguel)
- 1969[7] : Casanova, un adolescent à Venise : Marcella (Tina Aumont)
- 1969 : Le Piège à pédales : Laverne (Lenore Stevens) et une amie de Dandy au téléphone[Qui ?]
- 1970 : Le Dossier Anderson : la standardiste (Hildy Brooks)
- 1970 : Chisum : Sue McSween (Lynda Day George)
- 1970 : Cromwell : Ruth Carter (Anna Cropper)
- 1971 : Billy Jack : Cindy (Susan Foster)
- 1971 : Malpertuis : Nancy / Euryale / Alice / une infirmière (Susan Hampshire)
- 1971 : Les Diables : Philippe {qui est une femme} (Georgina Hale)
- 1971 : Klute : la secrétaire de la psychiatre (Jan Fielding)
- 1971 : Dollars : Helga (Christiane Maybach) et l'agent des douanes (Kirsten Lahman)
- 1971 : Salaud : Patti (Elizabeth Knight)
- 1971 : Rio Verde : Dover McBride (Carol White)
- 1971 : La Classe ouvrière va au paradis : Adalgisa (Mietta Albertini)
- 1972 : Aguirre, la colère de Dieu : Inez de Atienza (Helena Rojo)
- 1972 : Le Grand Duel : Elisabeth (Dominique Darel)
- 1972 : Tout ce que vous avez toujours voulu savoir sur le sexe sans jamais oser le demander : Louise Lacey (Heather MacRae)
- 1972 : Une belle tigresse : Rita (Mary Larkin)
- 1972 : La Dernière Maison sur la gauche : Phyllis Stone (Lucy Grantham)
- 1972 : Joe Kidd : Elma (Lynne Marta)
- 1972 : Opération clandestine : Karen Randall (Melissa Tormé-March)
- 1972 : Barbe-Bleue : Greta (Karin Schubert)
- 1972 : Dracula 73 : Jessica Van Helsing (Stephanie Beacham)
- 1972 : La Tour du diable : Penelope « Penny » Reed (Candace Glendenning)
- 1973 : Soleil vert : Shirl (Leigh Taylor-Young)
- 1973 : Les Grands Fusils : Sandra (Carla Gravina)
- 1973 : Serpico : Laurie (Barbara Eda-Young)
- 1973 : L'Exorciste : Sharon Spencer (Kitty Winn) (1er doublage)
- 1973 : Opération Dragon : la secrétaire (Marlene Clark)
- 1973 : Croc-Blanc : Sœur Evangelina (Virna Lisi)
- 1973 : Shaft contre les trafiquants d'hommes : Jazar (Neda Arneric)
- 1973 : Classe 44 (en) : Julie (Deborah Winters)
- 1973 : Amarcord : l'allemande au fume-cigarette à la soirée[Qui ?]
- 1973 : L'Homme aux nerfs d'acier : Orchidea (Edwige Fenech)
- 1973 : Le Témoin à abattre : Chicca (Ely Galleani)
- 1973 : Dracula vit toujours à Londres : Jane (Valerie Van Ost)
- 1973 : Les Dix Derniers Jours d'Hitler : Trude (Angela Pleasence)
- 1973 : Te Deum : Wendy Brown (Ana Suriani)
- 1973 : Terreur dans le Shanghaï express : la comtesse Irina Petrovski (Silvia Tortosa)
- 1973 : Le shérif ne pardonne pas : l'institutrice (Joan Swift)
- 1974 : La Tour infernale : Patty Duncan-Simmons (Susan Blakely) (1er doublage)
- 1974 : Parfum de femme : Marilyn, la prostituée blonde-frisée[Qui ?]
- 1974 : 747 en péril : Winnie Griffith (Linda Harrison)
- 1974 : L'Île sur le toit du monde : Freyja (Agneta Eckemyr)
- 1974 : Crime à distance : Christina Larsson (Christiane Krüger)
- 1974 : Top Secret : Sandy Mitchell (Sharon Duce)
- 1974 : Le Retour du dragon[8] : Lenore Case (Wende Wagner)
- 1975 : Brannigan : Jennifer Thatcher (Judy Geeson)
- 1975 : Le Voyage de la peur (en) : Josette (Yvette Mimieux)
- 1975 : La Course à la mort de l'an 2000 : Matilda (Roberta Collins)
- 1975 : Histoire d'O : O (Corinne Cléry)
- 1975 : Le Bagarreur : Gayleen Schoonover (Maggie Blye)
- 1975 : La Toile d'araignée : Gretchen (Linda Haynes)
- 1975 : Doc Savage arrive : Karen (Robyn Hilton)
- 1975 : Un génie, deux associés, une cloche : la fille de Pembroke (Miriam Mahler)
- 1975 : Zorro : Comtesse Ortensia Pulido (Ottavia Piccolo)
- 1975 : Défense de toucher : Jole Scarpo (Luciana Paluzzi)
- 1975 : L'Enlèvement : Erika Kurtz (Doris Kunstmann)
- 1975 : Lepke, le caïd : voix secondaires
- 1976 : Les Hommes du président : Debbie Sloan (Meredith Baxter)
- 1976 : Missouri Breaks : Jane Braxton (Kathleen Lloyd)
- 1976 : Carrie au bal du diable : Chris Hargenson (Nancy Allen)
- 1976 : En route pour la gloire : Mary (Melinda Dillon)
- 1976 : Assaut : Leigh (Laurie Zimmer)
- 1976 : L'Ombre d'un tueur : Anny (Barbara Bouchet)
- 1976 : Meurtres sous contrôle : Mme Phillips jeune (Sherry Steiner)
- 1976 : L'Âge de cristal  : la femme du sanctuaire (Camilla Carr)
- 1976 : La Rose et la Flèche : la reine Isabelle d'Angoulême (Victoria Mérida Rojas)
- 1976 : Portrait de groupe avec dame : Lotte Hoyser (Isolde Barth)
- 1976 : Les Mercenaires : Danielle (Marina Christelis)
- 1976 : Une fille pour le diable : Isabel (Anna Bentinck)
- 1976 : Car Wash : Marsha (Melanie Mayron)
- 1976 : Monsieur St. Ives : la fêtarde (Lynn Borden)
- 1976 : Dynamite Girls : Ellie-Jo Turner (Jocelyn Jones)
- 1977 : L'Espion qui m'aimait : Felicca (Olga Bisera)
- 1977 : Qui a tué le chat ? : Ofelia Pecoraro (Mariangela Melato)
- 1977 : Les Duellistes : Laura (Diana Quick)
- 1977 : Une poignée de salopards : Nicole (Debra Berger)
- 1977 : Le Prince et le Pauvre : Moll (Ruth Madoc)
- 1977 : La Théorie des dominos : Helen Gaddis (Neva Patterson)
- 1977 : Les Requins du désert : Nicole (Pamela Villoresi)
- 1978 : The Studs : Fontaine Khaled (Joan Collins)
- 1978 : L'Ouragan vient de Navarone : Maritza Petrovitch (Barbara Bach)
- 1978 : Ça fait tilt : Sylvia (Eleonora Giorgi)
- 1978 : Drôle d'embrouille : Stella (Marilyn Sokol)
- 1978 : Mélodie pour un tueur : Julie (Tanya Roberts)
- 1978 : La Grande Bataille : Danielle (Edwige Fenech)
- 1978 : Les Chaînes du sang : Annette (Marilu Henner)
- 1978 : Le Cri du sorcier : Rachel Fielding (Susannah York)
- 1978 : Le Couloir de la mort : Laurie Belman (Mary Louise Weller)
- 1978 : La Fureur du danger : l'assistante du film (Linda McClure)
- 1978 : Betsy : lady Bobby Ayres (Lesley-Anne Down)
- 1979[9] : Mad Max : Jesse (Joanne Samuel)
- 1979 : Les Seigneurs : Nina (Karen Allen)
- 1979 : Cactus Jack : Charming Jones (Ann-Margret)
- 1979 : Le Cavalier électrique : l'épicière (Sheila B. Wakely)
- 1979 : Le Couteau dans la tête : Ann Hoffman (Angela Winkler)
- 1979 : La Cité des femmes : la commandante (Catherine Carrel)
- 1979 : C'était demain : Amy Robbins (Mary Steenburgen)
- 1979 : Amityville : La Maison du diable : Kathy Lutz (Margot Kidder)
- 1979 : Une langouste au petit-déjeuner : Matilde Tucci (Silvia Dionisio)
- 1979 : Cité en feu : Sarah Watts (Bronwen Mantel)
- 1979 : Liés par le sang : Donatella (Claudia Mori)
- 1979 : L'Homme en colère : la monitrice de Volleyball[Qui ?]
- 1980 : American Gigolo : Jill (Jessica Potter)
- 1980 : Fame : une candidate à la section dramatique[Qui ?]
- 1980 : La Secte des cannibales : Diana Morris (Paola Senatore)
- 1980 : Nimitz, retour vers l'enfer : Laurel Scott / Mme Tideman (Katharine Ross)
- 1980 : Stardust Memories : la productrice (Laraine Newman)
- 1980 : Gloria : Jeri Dawn (Julie Carmen)
- 1980 : Breaking Glass : Kate (Hazel O'Connor)
- 1980 : Le Chasseur : la principale (Dolores Robinson)
- 1980 : Pour les yeux de Jessica B : Dr Else Biebling (Anita Ekberg)
- 1980 : Mr. Patman : Miss Peabody (Kate Nelligan)
- 1980 : Empire City : Kelly Carnahan (Jill Clayburgh)
- 1980 : Virus : Marit (Olivia Hussey)
- 1980 : La Bidasse : Wanda Winter (P. J. Soles)
- 1980 : Alligator : Alice Brandt (Barbara Bach)
- 1980 : Sursis pour l'orchestre : Maria Mandl (Shirley Knight)
- 1980 : Les Séducteurs : Clara (Rossana Podestà) (Sketch 4 : Le Carnet d'Armando)
- 1980 : Réaction en chaîne : Gloria, la serveuse (Lorna Lesley)
- 1980 : Le Droit de tuer : Jalon (Caryn West), la prostituée droguée[Qui ?] et une fille dans la salle d'attente de l'hôpital[Qui ?]
- 1981 : Hurlements : Marsha Quist (Elisabeth Brooks)
- 1981 : New York 1997 : voix de la narratrice (Jamie Lee Curtis)
- 1981 : La Malédiction finale : Kate Reynolds (Lisa Harrow)
- 1981 : Arthur : Linda Marola (Liza Minnelli)
- 1981 : Rien que pour vos yeux : Comtesse Lisl Von Schlaf (Cassandra Harris)
- 1981 : Charlie Chan and the Curse of the Dragon Queen : Mme Lupowitz (Lee Grant)
- 1981 : Looker : Tina Cassidy (Kathryn Witt)
- 1981 : Les Bleus : Louise Cooper (Sean Young) (1er doublage)
- 1981 : Appel au meurtre : Jane Harris (Lauren Tewes)
- 1981 : La Peau : Principessa Consuelo Caracciolo (Claudia Cardinale) et Deborah Wyatt (Alexandra King)
- 1981 : Piranha 2 : Les Tueurs volants : la plongeuse (Jan Eisner Mannon)
- 1982 : Yol, la permission : Ziné (Serif Sezer)
- 1982 : À la recherche de la panthère rose : Marie Jouvet (Joanna Lumley)
- 1982 : Venin : Louise Andrews (Susan George)
- 1982 : Les cadavres ne portent pas de costard : Joan Crawford (images d'archives)
- 1982 : Philadelphia Security : Lisa D'angelo (Patti LuPone)
- 1982 : Meurtres en 3 dimensions : Edna Hockett (Cheri Maugans)
- 1982 : Partners : la joggeuse (Iris Alhanti)
- 1983 : Octopussy : Octopussy (Maud Adams)
- 1983 : Bonjour les vacances : Ellen Griswold (Beverly D'Angelo)
- 1983 : Rusty James : Cassandra (Diana Scarwid)
- 1983 : Les Aventuriers du bout du monde : Lina (Lynda La Plante)
- 1983 : Christine : Regina Cunningham (Christine Belford)
- 1983 : Retour vers l'enfer : Mme Wilkes (Jane Kaczmarek)
- 1983 : Les Prédateurs : Phyllis (Suzanne Bertish)
- 1983 : Vigilante : Vickie Marino (Rutanya Alda)
- 1983 : Risky Business : Vicki (Shera Danese)
- 1984 : The Last Winter : Joyce (Kathleen Quinlan)
- 1984 : Les Enfants du diable : Dr Evelyn Howard (Deborah Raffin)
- 1984 : Les Muppets à Manhattan : Elleen (Joan Rivers)
- 1985 : Kalidor : Varna (Janet Agren)
- 1985 : Papa est en voyage d'affaires : Ankica Vidmar (Mira Furlan)
- 1985 : Explorers : Mrs. Müller (Dana Ivey)
- 1985 : Peur bleue : Nan Coslaw (Robin Groves)
- 1985 : À double tranchant : Julia Jenson (Karen Austin)
- 1985 : Cluedo : Mme Blanche (Madeline Kahn)
- 1985 : Vendredi 13 : Une nouvelle terreur : Ethel Hubbard (Carol Locatell)
- 1985 : Série noire pour une nuit blanche : Christie (Kathryn Harrold)
- 1985 : Invasion U.S.A. : McGuire (Melissa Prophet (it))
- 1985 : Chaleur rouge : Sofia (Sylvia Kristel)
- 1985 : Ouragan sur l'eau plate : une française (Julie Legrand)
- 1985 : Recherche Susan désespérément : Victoria (Anne Carlisle)
- 1986 : Les Aventures de Jack Burton dans les griffes du Mandarin : Margo (Kate Burton)
- 1986 : Youngblood : Miss McGill (Fionnula Flanagan)
- 1986 : Le Clochard de Beverly Hills : Roxanne Philibossian (Sue Kiel)
- 1986 : Rosa Luxemburg : Rosa Luxemburg (Barbara Sukowa)
- 1986 : Poltergeist 2 : Diana Freeling (JoBeth Williams)
- 1986 : Le Justicier de New York : Kathryn Davis (Deborah Raffin)
- 1986 : King Kong 2 : Amy Franklin (Linda Hamilton)
- 1987 : Le Sicilien : Giovanna Ferra (Giulia Boschi)
- 1987 : Le Flic de Beverly Hills 2 : Karla Fry (Brigitte Nielsen)
- 1987 : Cheeseburger film sandwich : Brenda Landers (Michelle Pfeiffer) dans Hospital
- 1987 : La Force du silence : l'institutrice (Gwen Petersen)
- 1988 : Les Liaisons dangereuses : Madame de Volanges (Swoosie Kurtz)
- 1988 : Warm Nights on a Slow Moving Train : une fille (Wendy Hughes)
- 1989 : Blaze : Blaze Starr (Lolita Davidovich)
- 1989 : La Révolution française : Marie-Antoinette d'Autriche (Jane Seymour)
- 1989 : Uncle Buck : Chanice Kobolowski (Amy Madigan)
- 1989 : Valmont : la baronne (Isla Blair)
- 1990 : Stella : Mme Wilkerson (Eileen Brennan)
- 1993 : King of the Hill : Mrs. Kurlander (Lisa Eichhorn)
- 2000 : Nurse Betty : Lyle Branch (Allison Janney)
- 2004 : Une affaire de cœur : Sara Miller (Frances Fisher)
- 2007 : Le Rêve de Cassandre : la mère de Ian et Terry (Clare Higgins)
- 2013 : Capitaine Phillips : voix additionnelles
- 2014 : Maléfique : Flora (Imelda Staunton)
- 2014 : Exodus : Bithiah (Hiam Abbass)
- 2016 : The Darkness : Trish (Judith McConnell)
- 2017 : Blade of the Immortal : Yaobikuni (Yôko Yamamoto)
- 2019 : Malgré tout : Carmen (Marisa Paredes)
- 2021 : Next Door : Hilde (Rike Eckermann)
- 2023 : Flora and Son (en) : la juge McGovern (Aislín McGuckin (en))

#### Films d'animation
- 1941[10] : Dumbo : une éléphante
- 1942[11] : Bambi : la mère de Feline
- 1977 : Les Aventures de Bernard et Bianca : Bianca (Eva Gabor)
- 1979 : Le Château de Cagliostro :  Barbara (Eiko Masuyama (en)) (1er doublage)
- 1985 : Taram et le Chaudron magique : Griotte (Billie Hayes) (1er doublage)
- 1990 : Bernard et Bianca au pays des kangourous : Bianca (Eva Gabor)
- 2004 : Team America, police du monde : Susan Sarandon (Trey Parker)

### Télévision

#### Séries télévisées
- Susan Sarandon dans (9 séries) :
  - Malcolm (2001) : Meg (saison 3, épisodes 11 et 12)
  - Les Enfants de Dune (2003) : la princesse Wensicia Corrino (mini-série)
  - Rescue Me : Les Héros du 11 septembre (2006-2007) : Alicia Green (6 épisodes)
  - Urgences (2009) : Nora (saison 15, épisode 19)
  - 30 Rock (2011-2012) : Lynn Onkman (saison 5, épisode 17 et saison 6, épisode 10)
  - The Big C (2012) : Joy Kleinman (saison 3)
  - Feud (2017) : Bette Davis (mini-série)
  - Ray Donovan (2017-2019) : Samantha Winslow (19 épisodes)
  - C*A*P*T*I*F*S (2023) : Alaska Adams

- Farrah Fawcett dans :
  - Drôles de dames (1976-1980) : Jill Munroe (29 épisodes)
  - Ally McBeal (1999) : Robin Jones (saison 3, épisode 6)
  - Spin City (2001) : la juge Claire Simmons (saison 6)
  - Le Protecteur (2002-2003) : Mary Gressler (saison 2)

- Jessica Lange dans :
  - American Horror Story (2011-2018) : Constance Langdon (saison 1), la Sœur Judy Martin (saison 2), Fiona Goode (saison 3), Elsa Mars (saison 4), Constance Langdon (saison 8, épisodes 6 et 10)
  - The Politician (2019) : Dusty Jackson (saison 1)
  - Feud (2024) : Lillie Mae Faulk (saison 2)

- Blythe Danner dans :
  - Nurse Jackie (2009) : Maureen Cooper (saison 1, épisode 6)
  - The Slap (2015) : Virginia (mini-série)

- Ann-Margret dans :
  - New York, unité spéciale (2010) : Rita Wills (saison 11, épisode 18)
  - Ray Donovan (2014) : June (saison 2, épisodes 2 et 4)

- Barbara Gordon (en) dans :
  - Private Eyes (2019) : Betty Love (saison 3, épisode 8)
  - The Boys (2020) : Judy Atkinson (saison 2, épisode 5)

- Helen Mirren dans :
  - Catherine the Great (2019) : Catherine II (mini-série)
  - Solos (2021) : Peg (mini-série)

- Jane Seymour dans :
  - La Méthode Kominsky (2019-2021) : Madelyn (6 épisodes)
  - Harry Wild (depuis 2022) : Harry Wild

- Imelda Staunton dans :
  - Flesh and Blood (en) (2020) : Mary (mini-série)
  - Trying (2020-2021) : Penny Wootton (8 épisodes)

- 1967 : Columbo : Inculpé de meurtre : Joan Hudson (Katherine Justice)
- 1971-1975 : Maîtres et Valets : Sarah (Pauline Collins)
- 1974-1975 : Michel Strogoff : Nadia Fedor (Lorenza Guerrieri) (mini-série)
- 1975-1978 : Baretta : Laurie Eckhardt (Samantha Eggar)
- 1975-1978 : Starsky et Hutch :
  - une femme au commissariat ( ? ) (épisode pilote)
  - Jackie (Jana Bellan) (saison 1, épisode 14)
  - Facile (Daina House) (saison 3, épisodes 1 et 2)
  - Dolly Ivers (Mary Louise Weller) (saison 4, épisode 5)
- 1976 : Le Riche et le Pauvre : Linda Quales (Lynda Day George)
- 1977 : Le Parrain : Constanza « Connie » Corleone-Rizzi (Talia Shire) (mini-série)
- 1977 : Jésus de Nazareth : Salomé (Isabel Mestres) (mini-série)
- 1977 : CHiPs : Georgia (Dana Baker) (saison 1, épisode 8)
- 1978-1981 : Vegas : Beatrice Travis (Phyllis Davis)
- 1979 : Sloane, agent spécial : Effie 300 (Michele Carey) (voix)
- 1979 : San Ku Kaï : Eolia (Yōko Akitani)
- 1981-1990 : Falcon Crest : Pamela Lynch (Sarah Douglas)
- 1983 : Les oiseaux se cachent pour mourir : Anne Mueller (Piper Laurie) (mini-série)
- 1987 : Clair de lune : Margaret Renborn (Karen Kondazian)
- 1989 : Le Tour du monde en quatre-vingts jours : Sarah Bernhardt (Lee Remick) (mini-série)
- 1998-1999 : L.A. Docs (en) : Eleanor Riggs-Cattan (Patricia Wettig) (8 épisodes)
- 1998-2000 : Demain à la une : l'inspecteur Toni Brigatti (Constance Marie) (6 épisodes)
- 2006 : Rêves et Cauchemars : la tante Trudy (Marsha Mason) (mini-série)
- 2008 : Les Experts : Madeline Klein (Bonnie Bedelia) (saison 8, épisode 12)
- 2011 : Desperate Housewives : Claire Bremmer (Valerie Harper) (saison 7, épisode 12)
- 2011-2013 : Enlightened : Judy Harvey (Amy Hill) (6 épisodes)
- 2012 : Perception : Amelia Penderhalt (Pamela Reed) (saison 1, épisode 3)
- 2012-2013 : Smash : Eileen Rand (Anjelica Huston) (32 épisodes)
- 2013 : Mon oncle Charlie : Linda (Marilu Henner) (saison 10, épisode 23)
- 2014 / 2017 : Flynn Carson et les Nouveaux Aventuriers : Charlene (Jane Curtin) (4 épisodes)
- 2015 : Battle Creek : Constance (Candice Bergen) (épisode 7)
- 2016 : The Young Pope : la Sœur Mary (Diane Keaton) (mini-série)
- 2016 : Colony : Phyllis (Kathy Baker) (saison 1)
- 2016 : Les Mystères de Londres : Cecilia Weiss (Diana Quick (en))
- 2017-2018 : Madam Secretary : Audrey Stewart (Deirdre O'Connell (en)) (saison 3, épisode 23) et Hillary Clinton (Hillary Clinton) (saison 5, épisode 1)
- 2017-2020 : Papa a un plan : Beverly Burns (Swoosie Kurtz) (25 épisodes)
- 2018 : Collateral : Eleanor Shaw (Deborah Findlay (en)) (mini-série)
- 2018 : Unforgotten : Le Passé déterré : Derran Finch (Siobhan Redmond (en)) (saison 3)
- 2018 : Grey's Anatomy : Station 19 : Evelyn (Carol Locatell (en)) (saison 2, épisode 3)
- 2019 : Les Désastreuses Aventures des orphelins Baudelaire : la femme avec des cheveux mais pas de barbe (Beth Grant)
- 2020 : Quand revient le calme : Elisabeth Hoffmann (Karen-Lise Mynster)
- 2020 : Helstrom : Esther Smith (Deborah Van Valkenburgh)
- 2020-2022 : I Hate Suzie (en) : Karen (Lorraine Ashbourne) (4 épisodes)
- 2021 : L'Opéra : la directrice du corps de ballet (Jacqueline Bisset)
- 2022 : The Watcher : Pearl Winslow (Mia Farrow)
- 2022 : Pretty Hard Cases (en) : Judy Wazowski (Sonja Smits) (saison 2)
- 2023 : White House Plumbers (en) : Dita Beard (Kathleen Turner) (mini-série)
- 2023 : Abysses : Dr Katherina Lehman (Barbara Sukowa) (mini-série)
- 2025 : The Last of Us : Gail (Catherine O'Hara) (saison 2)

#### Séries d'animation
- 1978-1982 : 1, rue Sésame : Gertrude
- 2018-2020 : Star Wars Resistance : la générale Leia Organa
- 2018 : LEGO Star Wars: All Stars : générale Leia Organa

#### Émission
- 2021 : Harry Potter : Le Tournoi des quatre maisons : Helen Mirren, la présentatrice (4 émissions)
- 2023 : Sly : Stallone par Stallone : elle-même (Talia Shire) (film documentaire)

### Jeux vidéo
- 2012 : Dishonored : Mamie Chiffons[12]
- 2015 : The Witcher 3: Wild Hunt : « grand-mère » dite Anna Strenger et la marquise Sérénité
- 2015 : Fallout 4 : le Dr Amari
- 2016 : Uncharted 4: A Thief's End : Sœur Evelyn
- 2016 : Lego Star Wars : Le Réveil de la Force : Leia Organa
- 2020 : Ghost of Tsushima : Yuriko

### Direction artistique

#### Films
Source et légende : version française (VF) sur RS Doublage
- 1959 : Les Buddenbrook[13] (doublé en 2006)
- 1986 : Chronique des événements amoureux[13]
- 1987 : Un couple à la mer[13]
- 1987 : Contrôle[13]
- 1988 : Y a-t-il un flic pour sauver la reine ?[13]
- 1989 : New York Stories[13]
- 1989 : Le Cercle des poètes disparus[13]
- 1989 : La Révolution française[13]
- 1989 : Famille immédiate[13]
- 1989 : Henry V[13]
- 1990 : Hamlet[13]
- 1990 : Green Card[13]
- 1990 : Los ángeles[13]
- 1991 : Double Vue[13]
- 1991 : Devenir Colette[13]
- 1991 : Bingo[13]
- 1992 : Une équipe hors du commun[13]
- 1992 : Cœur de métisse
- 1992 : Sarafina ![13]
- 1993 : Poetic Justice[13]
- 1994 : Les hirondelles ne meurent pas à Jérusalem[13]
- 1994 : Le Prince de Jutland[13]
- 1994 : I Like It Like That[13]
- 1994 : À toute allure[13]
- 1996 : Un divan à New York[13]
- 1997 : Le Veilleur de Nuit[13]
- 1998 : Supersens[13]
- 1998 : Phoenix[13]
- 1998 : Les Joueurs[13]
- 1999 : Father Damien (de)[13]
- 1999 : Dogma[13]
- 2000 : Traffic[13]
- 2000 : Scream 3[13]
- 2000 : The Yards[13]
- 2000 : Scary Movie[13]
- 2000 : L'Adieu : Le Dernier Été de Brecht[13]
- 2000 : Kevin & Perry[13]
- 2000 : Jimmy Grimble[13]
- 2000 : Bruiser[13]
- 2001 : Scary Movie 2[13]
- 2001 : Antitrust[14]
- 2002 : The Abduction Club[13]
- 2002 : Plein Gaz[13]
- 2002 : Max[13]
- 2003 : Good Bye, Lenin![13]
- 2003 : Scary Movie 3[13]
- 2003 : La Jeune Fille à la perle[13]
- 2003 : In the Cut[13]
- 2004 : She Hate Me[13]
- 2004 : Coup de foudre à Bollywood[13]
- 2004 : Head-On[13]
- 2005 : Petites Confidences (à ma psy)[13]
- 2005 : Nanny McPhee[13]
- 2005 : Madame Henderson présente[13]
- 2006 : Volver[13]
- 2006 : The Queen[13]
- 2006 : Scary Movie 4[13]
- 2006 : Le Labyrinthe de Pan[13]
- 2006 : La Vie des autres[13]
- 2007 : P.S. I Love You[13]
- 2007 : La nuit nous appartient[13]
- 2008 : Wild Child[13]
- 2008 : The Duchess[13]
- 2008 : Le Déjeuner du 15 août[13]
- 2008 : Daisy[13]
- 2009 : Hierro[13]
- 2009 : Cracks[13]
- 2009 : Chéri[13]
- 2009 : Bright Star[13]
- 2010 : 2012[13]
- 2010 : The Tourist[13]
- 2010 : The Insider[13]
- 2010 : Repo Men[13]
- 2010 : Nanny McPhee et le Big Bang[13]
- 2010 : Le Secret de Charlie[13]
- 2010 : Le Chasseur de primes[13]
- 2010 : Faster[13]
- 2010 : Donne-moi ta main[13]
- 2010 : Brighton Rock[13]
- 2010 : Benvenuti al Sud[13]
- 2010 : Bébé mode d'emploi[13]
- 2010 : Africa United[13]
- 2011 : Sexe entre amis[13]
- 2011 : Scream 4[13]
- 2011 : Nouveau Départ[13]
- 2011 : My Week with Marilyn[13]
- 2011 : Le Stratège[13]
- 2011 : Le Mytho[13]
- 2011 : Le Casse de Central Park[13]
- 2011 : La Dame de fer[13]
- 2011 : Hanna[13]
- 2011 : Extrêmement fort et incroyablement près[13]
- 2011 : Échange standard[13]
- 2011 : Crazy, Stupid, Love[13]
- 2012 : Elle s'appelle Ruby[13]
- 2012 : Contrebande[13]
- 2012 : Moonrise Kingdom[13]
- 2012 : Broken[13]
- 2012 : Anna Karénine[13]
- 2012 : LOL USA[13]
- 2013 : Les Misérables[13]
- 2013 : Foxfire[13]
- 2013 : Cloud Atlas[13]
- 2013 : The Bling Ring[13]
- 2013 : Les Stagiaires[13]
- 2013 : After Earth[13]
- 2013 : Rush[13]
- 2013 : Gravity[13]
- 2013 : Last Vegas[13]
- 2013 : Le Médecin de famille[13]
- 2013 : All Is Lost[13]
- 2013 : Philomena[13]
- 2013 : La Voleuse de livres[13]
- 2013 : Le vieux qui ne voulait pas fêter son anniversaire[13]
- 2014 : Godzilla[13]
- 2014 : Délivre-nous du mal[13]
- 2014 : Nos étoiles contraires[13]
- 2014 : Dracula Untold[13]
- 2014 : Selma[13]
- 2015 : Wild[13]
- 2015 : Cinquante nuances de Grey[13]
- 2015 : Jupiter Ascending[13]
- 2015 : Big Eyes[13]
- 2015 : Mad Max: Fury Road[13]
- 2015 : Loin de la foule déchaînée[13]
- 2015 : Jurassic World[13]
- 2015 : Pixels[13]
- 2015 : Le Nouveau Stagiaire[13]
- 2015 : Crimson Peak[13]
- 2015 : Les Suffragettes[13]
- 2015 : Macbeth[13]
- 2015 : Joy[13]
- 2015 : Danish Girl[13]
- 2016 : Demolition
- 2016 : A Bigger Splash
- 2016 : Florence Foster Jenkins
- 2016 : Meadowland
- 2016 : Elvis and Nixon
- 2016 : Jason Bourne
- 2016 : Blood Father
- 2016 : Une histoire d'amour et de ténèbres
- 2016 : Morgane
- 2016 : American Pastoral
- 2016 : L'Exception à la règle
- 2016 : Alliés
- 2017 : Live by Night
- 2017 : Cinquante nuances plus sombres
- 2017 : Un jour dans la vie de Billy Lynn
- 2017 : Conspiracy
- 2017 : War Machine
- 2017 : La Momie
- 2017 : Les Proies
- 2017 : Battle of the Sexes
- 2018 : Pentagon Papers (avec Jean-Philippe Puymartin)
- 2018 : Red Sparrow
- 2018 : Paul, Apôtre du Christ
- 2018 : Jurassic World: Fallen Kingdom
- 2018 : Mission impossible : Fallout (avec Jean-Philippe Puymartin)
- 2018 : Gentlemen cambrioleurs
- 2018 : Cinquante nuances plus claires
- 2018 : Equalizer 2
- 2018 : A Star Is Born
- 2018 : Mortal Engines
- 2018 : The Front Runner
- 2018 : La Favorite
- 2018 : Bumblebee (avec Jean-Philippe Puymartin)
- 2019 : Godzilla 2 : Roi des monstres
- 2019 : Downton Abbey
- 2019 : Last Christmas
- 2019 : Cats
- 2020 : Underwater
- 2020 : The Night Clerk
- 2020 : Je t'aime, imbécile !
- 2020 : The Prom
- 2020 : Force of Nature
- 2020 : L'Homme qui a vendu sa peau
- 2020 : L'Un des nôtres
- 2021 : Godzilla vs Kong
- 2021 : Un papa hors pair
- 2021 : Jolt
- 2021 : Finch
- 2021 : The Lost Daughter
- 2021 : La Vie extraordinaire de Louis Wain
- 2022 : Scream
- 2022 : Marry Me
- 2022 : Cyrano
- 2022 : Downton Abbey 2 : Une nouvelle ère
- 2022 : Top Gun : Maverick
- 2022 : Jurassic World : Le Monde d'après
- 2022 : Bullet Train
- 2022 : Don't Worry Darling
- 2022 : Ticket to Paradise
- 2022 : Une robe pour Mrs. Harris
- 2022 : The Pale Blue Eye
- 2023 : Missing : Disparition inquiétante
- 2023 : Scream 6
- 2023 : 65 : La Terre d'avant
- 2023 : Renfield
- 2023 : Le Challenge
- 2023 : Mission impossible : Dead Reckoning (avec Jean-Philippe Puymartin)
- 2023 : Gran Turismo
- 2023 : Agent Stone
- 2023 : My Dear F***ing Prince
- 2023 : Le Dernier Voyage du Demeter
- 2023 : Reptile
- 2024 : Argylle
- 2024 : La Demoiselle et le Dragon
- 2024 : Godzilla x Kong : Le Nouvel Empire
- 2024 : Scoop
- 2024 : Les Cartes du mal
- 2024 : Heretic
- 2024 : Wicked
- 2024 : Kraven the Hunter
- 2025 : Back in Action
- 2025 : The Alto Knights
- 2025 : Mission: Impossible - The Final Reckoning (avec Jean-Philippe Puymartin)
- 2025 : Jurassic World : Renaissance

#### Films d'animation
- 2018 : Spider-Man: New Generation (avec Jean-Philippe Puymartin)
- 2019 : Dragons 3 : Le Monde caché

#### Téléfilms
- 2012 : Hemingway & Gellhorn[13]

#### Séries télévisées
- 1987-1991 : Les Années collège (avec Perrette Pradier)
- 2018 : Here and Now (avec Barbara Kelsch)
- 2019 : The Loudest Voice (mini-série)
- 2019-2020 : The Politician (avec Barbara Kelsch)
- 2023 : La Vie mensongère des adultes (mini-série)
- 2024 : My Lady Jane (en)

#### Séries d'animation
- 2020-2022 : Jurassic World : La Colo du Crétacé
- 2021-2023 : Dragons : Les Neuf Royaumes
- depuis 2024 : Jurassic World : La Théorie du Chaos

## Discographie
- 1984 : Indiana Jones et le Temple maudit (adaptation audio du film éponyme) : Willie Scott[15]